# Maia Plissétskaia
Maia Mikhàilovna Plissétskaia (en rus: Майя Михайловна Плисецкая) (Moscou, Unió Soviètica, 20 de novembre 1925-Múnic, Alemanya, 2 de maig 2015) fou una ballarina de dansa clàssica d'origen rus i nacionalitzada espanyola el 1993.

## Primers anys
Nasqué el 20 de novembre de 1925 a Moscou dins una família d'origen jueu. Entrà al món de la dansa a l'edat de tres anys a l'Escola de Dansa de Moscou, i tot i la difícil situació familiar (amb el seu pare executat per ordre de Iosif Stalin el 1937 i sa mare deportada amb el seu germà al gulag) va destacar ràpidament a l'escola de dansa del Teatre Bolxoi sota les ordres dels seus oncles Asaf i Sulamith.

## Carrera
El 1943 s'uní a la companyia del Teatre Bolxoi, i se'n convertí ràpidament en la primera ballarina. La seva cabellera roja i la seva ferma mirada comportà que ràpidament aconseguís un grandíssim èxit. Gràcies a la seva fortalesa física i el seu carisma aconseguí fer uns salts que cap altra ballarina havia fet fins aquells moments, i superà el renom d'Anna Pàvlova, fins aleshores la màxima figura del ballet rus.

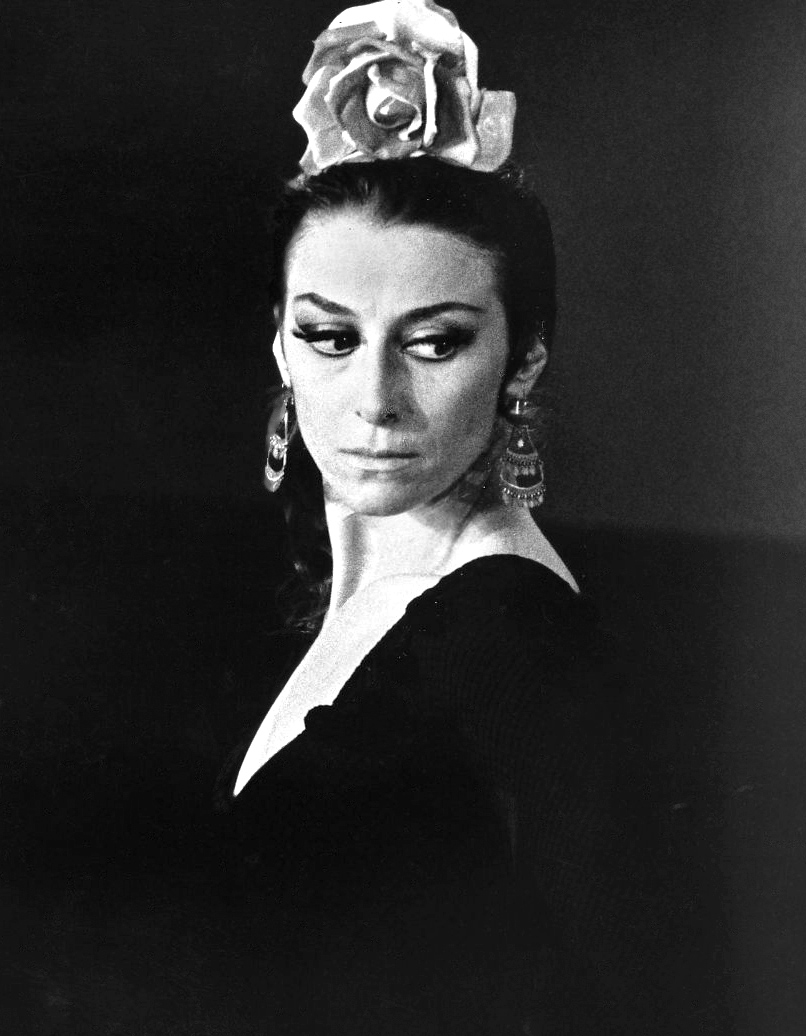
Com a Carmen al 1974

El 1949 ballà a la sala Sant Jordi del Gran Palau del Kremlin davant Stalin, amb motiu del seu 70è aniversari, i amb Mao Tse Tung al seu costat.
El 1956 se li negà participar en la gira del Teatre Bolxoi pel seu origen jueu. El 1959, però, li fou permès incorporar-s'hi, i es donà a conèixer internacionalment gràcies a les gires que la van dur als Estats Units, França, Regne Unit, Itàlia i Espanya, entre altres estats.
El 1990 abandonà la Unió Soviètica per instal·lar-se primer a Itàlia, on fou directora del Ballet de l'Òpera de Roma, i posteriorment a Espanya, on fou nomenada directora del Ballet Lírico Nacional de Madrid i aconseguí la nacionalitat espanyola el 1993.
L'any 2005 fou guardonada amb el Premi Príncep d'Astúries de les Arts al costat de la també ballarina Tamara Rojo.
Es retirà als 75 anys, en una gala homenatge en el teatre Bolxoi de Moscou amb dos miniballets creats pel coreògraf francès Maurice Béjart. Morí el 2 de maig de 2015 a Múnic d'un atac al cor.

## Fundació internacional
Maia Plisiétskaia i el seu marit Rodion Shchedrin van crear una fundació amb la qual pretenien contribuir a la creació i manteniment d'un arxiu documental sobre la trajectòria de tots dos, un museu sobre la dansa clàssica i la composició musical. Aquesta fundació organitza concursos de dansa clàssica i conferències relacionades amb el ballet i la composició.